# Rand Hindi
Pour les articles homonymes, voir Hindi (homonymie).
Rand Hindi est un entrepreneur français né en 1985.
Il est d'origine syrienne par son père et libanaise par sa mère.
Après un doctorat en bio-informatique obtenu à l'université de Londres en 2011, il fonde la start-up Snips, en 2013, avec trois associés, s'intéressant à l'application dans le quotidien du big data. L'entreprise est vendue à Sonos en 2019.
Rand Hindi a également été membre du Conseil National Numérique. Il enseigne à Sciences Po Paris.